# Kepler-122
Kepler-122 è una stella bianco-gialla nella sequenza principale di magnitudine 14,3 situata nella costellazione della Lira. Dista circa 3450 anni luce dalla Terra.
Nel 2014 sono stati scoperti 5 pianeti in orbita attorna ad essa.

## Sistema planetario
Nel 2014 è stato annunciata la presenza di cinque pianeti attorno alla stella, di dimensioni superiori a quelle della Terra.
Sotto, un prospetto del sistema di Kepler-122.
| Pianeta | Massa            | Raggio             | Periodo orb.  | Sem. maggiore | Scoperta |
| ------- | ---------------- | ------------------ | ------------- | ------------- | -------- |
| b       |                  | 2,34 ± 0,46 R⊕     | 5,766 giorni  | 0,064 UA      | 2014     |
| c       |                  | 5,87 ± 1,16 R⊕     | 12,466 giorni | 0,108 UA      | 2014     |
| d       |                  | 2,20 ± 0,44 R⊕     | 21,587 giorni | 0,155 UA      | 2014     |
| e       |                  | 2,60 ± 0,54 R⊕     | 37,993 giorni | 0,227 UA      | 2014     |
| f       | 36+19,4 −16,2 M⊕ | 1,75+0,60 −0,16 R⊕ | 56,268 giorni |               | 2014     |